# Pizzo Tre Signori
Le Pizzo Tre Signori (dans sa forme archaïque, « pic des Trois Seigneurs ») est un sommet des Alpes, à 2 553 m, dans les Alpes bergamasques et en particulier dans le prolongement occidental du chaînon des Alpes Orobie, en Italie (Lombardie). Leonardo da Vinci représente le Pizzo dei Tre Signori dans le Codex Windsor (feuille 12410) et le Monte Due Mani en arrière-plan, qui se retrouvent également dans une forme similaire sur la feuille du Codex Resta de Leonardo da Vinci.
Son nom a une origine historique puisque le sommet marquait la frontière entre le duché de Milan, la république de Venise et le canton des Grisons.